# Aumont (Somme)
Aumont é uma comuna francesa na região administrativa de Altos da França, no departamento de Somme. Estende-se por uma área de 3.31 km². Em 2010 a comuna tinha 150 habitantes (densidade: 45,3 hab./km²).